# ジグソー
ジグソー（Jigsaw）は、イングランド出身のポップ・バンド。「スカイ・ハイ」のヒットで知られる。

## 概要・来歴
1966年にウェスト・ミッドランズ・コヴェントリーで結成。ソフトロックバンドとして1968年にデビュー。当初はかなり野性的なイメージ戦略をとっていたが、やがて音楽性はポップな方向へと傾く。しかしセールスは芳しくなく、西ドイツのBASFレーベルなどマイナーやインディーズのレーベルへ移籍。この期間に発表したLPレコードはイギリスでは1990年代希少価値から中古盤は高値で取引されていた。

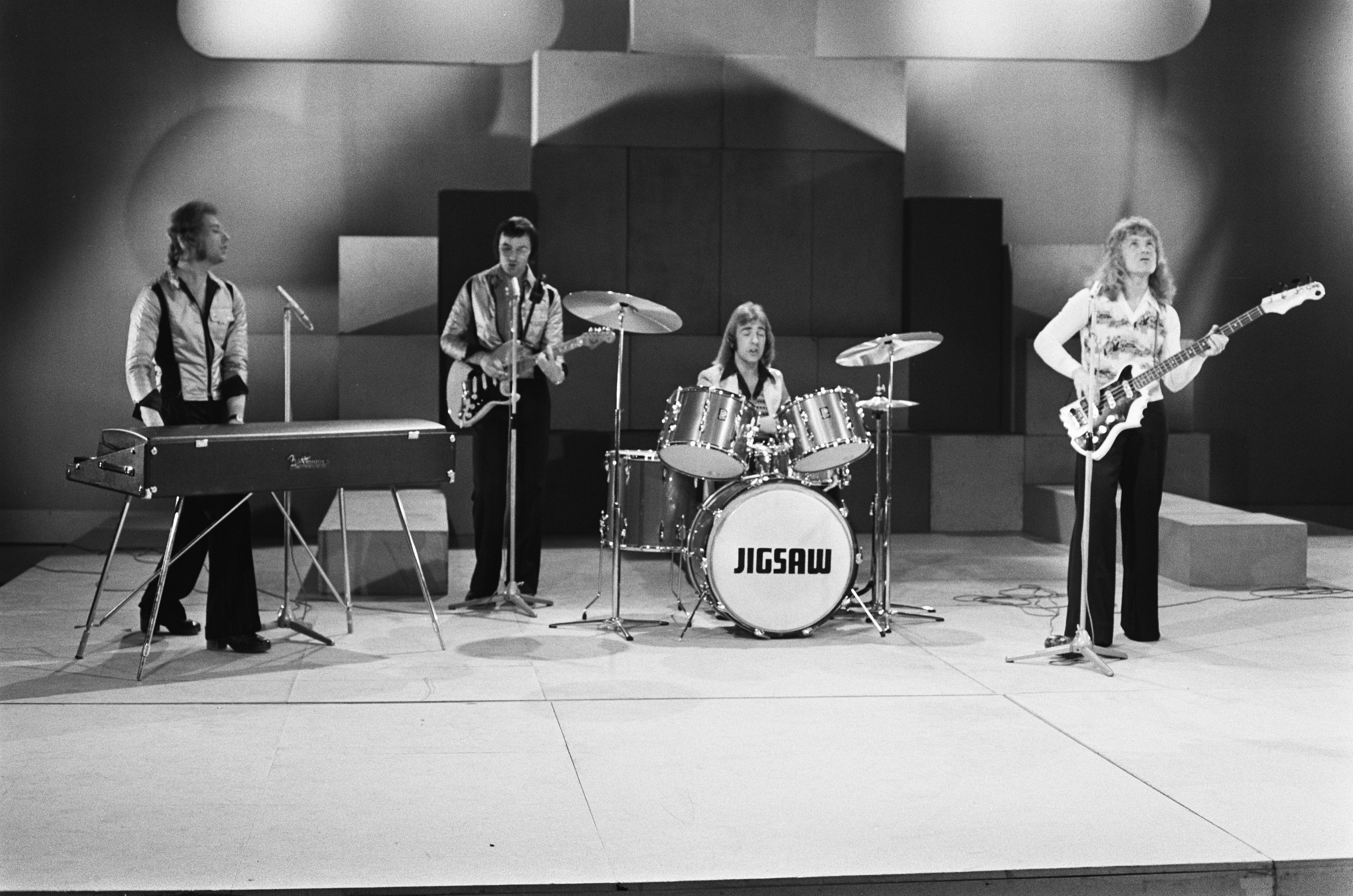
全盛期時代（1975年）

再移籍直後の1975年、ジミー・ウォング主演の香港・オーストラリア合作アクション映画「スカイ・ハイ（原題：The Man From Hong Kong）」の主題曲として制作した「スカイ・ハイ」をリリース、全米3位の大ヒットになった。当初レコード会社は大して売れるはずもなかろうと数百枚しかプレスしなかったという。印象的なイントロで始まるドラマチックな構成のこの曲は日本でもオリコン週間総合2位と大ヒットした。プロレスラーのミル・マスカラスの入場曲や、元北海道日本ハムファイターズの二岡智宏、元阪神タイガースの八木裕の登場曲、ガイナーレ鳥取の試合出場選手紹介時のBGMとして使われたほか、CM音楽などでも多用されている。
1981年にバンドは解散。「スカイ・ハイ」以外にこれといったヒット曲がないことから、一発屋の扱いを受けているが、「スカイ・ハイ」の他にも「愛の想い出」(原題「I've Seen The Film, I've Read The Book」）をはじめ、多くのシングルをリリースしている。ほか、日本のソングライター 林哲司が提供した「If I Have To Go Away」 (1977年）という楽曲も存在する。
その後、メンバーのデズ・ダイヤーは1990年代初頭、J-POPの楽曲を英語でカバーしたソロアルバムを日本で発売している。

## メンバー

### 最終メンバー
- デズ・ダイヤー（Desmond Roy Dyer、1948年5月22日 - ）ボーカル、ドラムス（1967年から在籍）
- クライブ・スコット（Clive Kenneth Scott、1945年2月24日 - 2009年5月10日）キーボード、ボーカル
- バリー・バーナード（Barrie Bernard、1944年11月27日 - ）ベース
- トニー・キャンベル（Tony Campbell、1944年6月24日 - ）ギター
- トニー・ブリトネル（Tony Britnell）サクソフォーン
- ケビン・マホン（Kevin Mahon）テナーサックス

### 旧メンバー
- デイヴ・ビーチ（David Beech、1945年9月25日 - 2007年6月7日）ボーカル、ドラムス（結成年のみ在籍）

## ディスコグラフィ

### アルバム
- レザースレイド・ファーム / Letherslade Farm|Letherslade Farm (1970年)
- オーロラ・ボリアリス / Aurora Borealis (1972年)
- 青春の詩 / Broken Hearted (1973年)
- 愛の想い出 / I've Seen The Film, I've Read The Book (1974年)
- スカイ・ハイ / Sky High (1975年)
- 恋のマジック / Pieces Of Magic (1977年)
- jigsaw (1977年) - USA盤
- ジャーニー・イントゥ・スペース / Journey Into Space (1978年)
- Home Before Midnight (1980年)

### シングル
- One Way Street / Then I Found You (1968年)
- Mr. Job / Great Idea (1968年)
- Let Me Go Home / Tumblin (1968年)
- One Way Street / Confucious Confusion (1970年)
- Lollipop & Goody Man / Seven Fishes (1970年)
- One Way Street / Then I Found You (1971年)
- Jesu, Joy Of Man's Desiring / No Questions Asked (1971年)
- Keeping My Head Above Water / It's Nice But It's Wrong (1971年)
- That's What It's All About / I Like You (1973年)
- I've Seen The Film, I've Read The Book / Mention My Name (1974年)
- Who Do You Think You Are / Baby's Lost Time (1974年)
- You're Not The Only Girl / Face The Music (1974年)
- Baby Don't Do It / Stand Next To Me (1975年)
- Sky High（スカイ・ハイ） / Brand New Love Affair (1975年、BASF、UP-499-B)
- Cry ('Till The Tears Run Dry) / Low Life Love (1976年)
- Love Fire / Your Lips Are Close (1976年)
- If I Have To Go Away / One More Time For Love (1977年)
- Only When I'm Lonely / Handle With Care (1977年)
- Looking For Me / Every Move You Make (1979年)
- Only When I'm Lonely / Handle With Care (1977年)
- No Love Songs / Roll 'n Rock Me (1980年)